# Bund-Länder-Verbindungsnetz
Das Bund-Länder-Verbindungsnetz nach Artikel 91c Absatz 4 GG (auch Bund-Länder-Kommunen-Verbindungsnetz, NdB-Verbindungsnetz und DOI) ist ein deutsches Verbindungsnetz, das die Netze des Bundes mit den Verwaltungsnetzen der Länder und den Kommunalnetzen verbindet. Der Zweck ist der Datenaustausch zwischen öffentlichen Stellen von Bund und Ländern.
Das Verbindungsnetz ersetzt das frühere Netz der Deutschland Online Infrastruktur. Betrieben wird das Verbindungsnetz von der Bundesanstalt für den Digitalfunk der Behörden und Organisationen mit Sicherheitsaufgaben, die auch mit dem Betrieb der Netze des Bundes betraut ist.

## Rechtsgrundlage
In der Föderalismusreform II wurde in das Grundgesetz Artikel 91c ergänzt, der die Rechtsgrundlage für die Errichtung und den Betrieb von übergreifenden IT-Systemen zwischen Bund und Ländern darstellt. Dies wird im IT-NetzG von 2009 näher ausgeführt. Demnach ist der Bund verantwortlich für die Errichtung, den Betrieb und die Finanzierung eines Verbindungsnetzes, über das der Datenaustausch zwischen Bund und Ländern erfolgt.
Ziel des Bund-Länder Verbindungsnetzes als informationstechnisches Netz ist es, dauerhaft und sicher die gegenseitige Erreichbarkeit aller Einrichtungen der öffentlichen Verwaltung unmittelbar oder mittelbar über das Verbindungsnetz und die daran angeschlossenen informationstechnischen Netze von Bund und Ländern zu ermöglichen. Zudem soll das Verbindungsnetz die Verbindung der deutschen Verwaltungsnetze mit den Netzen der EU sicherstellen.
Die Definition der informationstechnischen Netze im § 2 IT-NetzG ist angelehnt an den Begriff des „Telekommunikationsnetzes“ im Sinne des Telekommunikationsgesetzes (TKG). Der Begriff ist angesichts des ständigen technischen Fortschritts weit gefasst, damit Technologien, die für die Übertragung von Signalen in informationstechnischen Netzen der öffentlichen Verwaltung genutzt werden, in den Anwendungsbereich des Gesetzes fallen können. Erfasst werden Dienstleistungen der Telekommunikation, nicht aber Dienstleistungen durch Telekommunikation. Letzteres stellt der Wortlaut des Gesetzes
mit Blick auf ausgenommene Dienstleistungen  des TKG dar.
Ausgenommen sind daher Onlinedienste nach dem Digitale-Dienste-Gesetz (ehemals Telemediengesetz) sowie Rundfunk, Sprechfunk und Telefonnetze.

## Technische Grundlage
Der Zugang zum Verbindungsnetz erfolgt über ein VPN-Gateway (SINA-Box), einen MPLS-Router und ein Netzabschlussgerät. Das Verbindungsnetz unterstützt IPv4 und IPv6 sowie VPN. Es besteht kein Übergang ins öffentliche Internet.
Die Anschlüsse werden in verschiedenen Varianten von 1 Mbit/s bis 10 Gbit/s angeboten. Im Verbindungsnetz werden als Dienste E-Mail, DNS, eine PKI unterhalb der Verwaltungs-PKI, Verzeichnisdienste und ein Videokonferenzdienst angeboten.